# G-Klasse (Regia Marina)
Als G-Klasse bezeichnete die Regia Marina im Ersten Weltkrieg eine Klasse von 47 Trawlern, die Italien im Ersten Weltkrieg in Japan kaufte und im Mittelmeer vor allem für Geleit- und Sicherungsaufgaben einsetzte.

## Technische Daten
1916 kaufte Italien 47 gebrauchte Trawler und Frankreich 34 dieser Fischereifahrzeuge in Japan, um den Mangel an Hilfsfahrzeugen in den Marinen zu mildern. Mitten im Ersten Weltkrieg war es schwierig, geeignete Schiffe zu finden, da die Kapazitäten der Werften belegt waren und in Großbritannien Verkaufsbeschränkungen bestanden. Neben Schiffen aus Frankreich fand die Regia Marina auch in Japan geeignete Schiffe, da dort der Schiffsmarkt entspannter war als in Europa.
Nach Ankunft der Boote in Italien ließ die Marine sie zu Hilfskriegsschiffen umbauen: Die Frachträume wurden für zusätzliche Mannschaften sowie Vorräte und Munition hergerichtet und Geschütze eingebaut. Die 47 Boote bildeten keine einheitliche Serie, sondern waren unterschiedliche Bauten. Aufgrund ihrer Herkunft aus Japan wurden sie in der Regia Marina als G-Klasse zusammengefasst, wobei das „G“ für „Giappone“ (italienisch: Japan) stand.
Die Boote waren zwischen 1907 und 1913 gebaut worden, wobei die meisten von ihnen erst zwei bis drei Jahre alt waren. Sie stammten von neun japanischen und der britischen Werft Smiths Dock Company, wobei allein 18 Boote von Osaka Ironworks hergestellt worden waren. Die Boote waren zwischen etwa 32 und 42 Meter lang und hatten eine Konstruktionsverdrängung zwischen 280 und 500 Tonnen. Als Antrieb diente jeweils eine Dreizylinder-Dreifach-Expansionsmaschine, die zwischen 221 und 544 PS leistete und den Booten eine Geschwindigkeit zwischen 7,5 und 15,0 Knoten ermöglichte. Als Bewaffnung trugen sie in der Regel zwei 76-mm-L/40-Geschütze, seltener nur eines. Die Besatzung bestand aus höchstens zwei Offizieren und 20 bis 27 Mann.

## Verwendung der Boote
Aus der Zeit der Boote als Fischereitrawler in Japan liegen keine Informationen vor. Die Regia Marina stellte die umgebauten Boote gebündelt an vier Daten in Dienst: die ersten 9 Boote am 1. Januar 1917, 23 Boote am 31. Januar und 1. Februar, gefolgt von 5 Booten am 15. März sowie 10 Boote am 1. April 1917. Nach unterschiedlichen Angaben wurden sie als Patrouillenboote oder als Minensuchboote klassifiziert. Zahlreiche Boote setzte die Regia Marina zur Blockade der Straße von Otranto ein. Die Sperre lag an der engsten Stelle zwischen Italien und Albanien, um die K.u.K.-Marine in der Adria einzuschließen. Inwieweit die Regia Marina die Boote darüber hinaus für Geleit- und Sicherungsaufgaben und/oder zur Minensuche einsetzte, bleibt zu klären. Über die Verlustorte der Boote in den Jahren 1917 und 1918 ist nur ablesbar, dass sie im gesamten Mittelmeer operierten (Verlustorte: G4 Elba, G6 Sizilien, G20 Alexandria, G32 Elba, G46 Sizilien). Davon sanken drei Boote durch deutsche U-Boote: G6 wurde durch U 63, G32 durch UB 49 und G46 durch U 39 versenkt. Die Beteiligung eines Trawlers der G-Klasse an der Versenkung gegnerischer Schiffe ist nicht belegt.
Nach dem Ersten Weltkrieg verkauft die Marine einen Großteil der Trawler an Privatleute und Unternehmen. Dort verliert sich in der Regel die Spur der einzelnen Boote, nur bei wenigen ist über weitere Quellen der Verbleib geklärt (Beispiel: G17 -> Dobrudja). Die Regia Marina selbst behielt etwa ein Dutzend der Boote, die sie größtenteils zu Kanonenbooten umklassifizierte. Einige Boote nutzte sie auch als Vermessungsschiffe und Wassertanker.
Im Zweiten Weltkrieg fanden die noch existierenden Boote wieder eine aktive Verwendung als Geleit- und Wachboote (G13, G15, G16, G23, G24, G31, G36). Zusätzlich requirierte die Regia Marina auch private ehemalige G-Klasse-Trawler wie viele andere private Fischdampfer und setzte sie ebenfalls für Geleit- und Sicherungsaufgaben ein (G12, G14, G35, G44). Die wenigen nicht versenkten Boote wurden nach der italienischen Kapitulation vom 9. September 1943 von der Kriegsmarine übernommen (G23, G31, G36, eventuell auch G16). Die längste Lebensdauer hatten einige der zu Wassertankern umgebauten Boote: Die früheren Trawler G5 und G25 wurden erst 1966 bzw. 1975 abgewrackt, das Boot mit der früheren Kennung G29 war 1988 noch in Fahrt.

## Liste der Boote
Die Liste enthält ausgewählte technische Daten der einzelnen Boote, weitere Angaben in der aufgeführten Literatur.
| Kennung ex-Name           | Baujahr Werft                                | Länge Vermessung       | Bewaffnung                               | Indienststellung Regina Marina | Anmerkungen, Verbleib |
| ------------------------- | -------------------------------------------- | ---------------------- | ---------------------------------------- | ------------------------------ | --- |
| G1 (ex Tamahime Maru)     | 1912 Ugeno-Werft, Osaka                      | 38,15 Meter 425 Tonnen | 2× 76 mm L/40                            | 31. Januar 1917                | 1922 umklassifiziert zum Kanonenboot und umbenannt in Berenice, 1929 ausgemustert, 1930 an privat verkauft;                                                                           |
| G2 (ex Kairyu Maru)       | 1913 Osaka Unyu Kaisha and Iron Works, Osaka | ? 329 Tonnen           | 2× ?                                     | 31. Januar 1917                | 1919 ausgemustert und an privat verkauft, als Esperide 1921 gesunken; |
| G3 (ex Taiyu Maru)        | 1912 Goshi Kaisha, Osaka                     | 34,8 Meter 370 Tonnen  | ?                                        | 31. Januar 1917                | 1920 umklassifiziert zum Kanonenboot und umbenannt in Maggiore Toselli; 1930 vor Alexandria auf Grund gelaufen und gesunken;                                                          |
| G4 (ex Kaishinka Maru)    | 1911 Osaka Unyu Kaisha and Iron Works, Osaka | ? 410 Tonnen           | ?                                        | 31. Januar 1917                | In der Nacht 28./29. Oktober 1918 nach Kollision mit brit. Frachter Cycle vor Elba gesunken;                                                                                          |
| G5 (ex Takin Maru)        | 1912 Shirato Zozemsho, Osaka                 | 35,5 Meter 368 Tonnen  | 2× 76 mm L/40                            | 31. Januar 1917                | 1919 zum Wassertanker Frigido umgebaut, 1975 ausgemustert und abgewrackt; |
| G6 (ex Kaiko Maru)        | 1911 Osaka Unyu Kaisha and Iron Works, Osaka | ? 370 Tonnen           | ?                                        | 31. Januar 1917                | 12. August 1918 von U 63 vor Capo Passero versenkt; |
| G7 (ex Hinode 1 Maru)     | 1911 Osaka Unyu Kaisha and Iron Works, Osaka | ? 370 Tonnen           | ?                                        | 1. Januar 1917                 | 1919 ausgemustert und verkauft an G. Rossi, Neapel: Ascania; 1921 gesunken; |
| G8 (ex Taisei 1 Maru)     | 1911 Osaka Unyu Kaisha and Iron Works, Osaka | 35,35 Meter 440 Tonnen | 2× 76 mm L/40                            | 1. Januar 1917                 | 1921 ausgemustert; |
| G9 (ex Shinfu Maru)       | 1911 S. Nagata, Osaka                        | ? 356 Tonnen           | 1× 76 mm L/40                            | 1. Januar 1917                 | 1920 ausgemustert; |
| G10 (ex Kaisai 1 Maru)    | 1911 Goshi Kaisai, Osaka                     | 36,0 Meter 380 Tonnen  | 1× 76 mm L/40                            | 1. Januar 1917                 | 1921 ausgemustert und an privat verkauft: Oberdan, 1925 abgewrackt; |
| G11 (ex Togo Maru)        | 1909 S. Nagata, Osaka                        | ? 320 Tonnen           | ?                                        | 1. Januar 1917                 | 1919 ausgemustert und an privat verkauft: Adriatico; |
| G12 (ex Hogei 1 Maru)     | 1907 Osaka Unyu Kaisha and Iron Works, Osaka | ? 280 Tonnen           | 1× 76 mm L/40                            | 1. Januar 1917                 | 1919 ausgemustert und an privat verkauft: Ernestina, Cormoran, Maria SS. Della Catena; 1940 Regia Marina G10, Oktober 1943 versenkt;                                                  |
| G13 (ex Hoyiu Maru)       | 1912 Kawasaki Dockyard, Kobe                 | 37,0 Meter 500 Tonnen  | 2× 76 mm L/40                            | 1. Januar 1917                 | 1922 Kanonenboot Cyrene; 11. Juni 1941 in Bengasi von brit. Flugzeugen versenkt; |
| G14 (ex Higo Maru)        | 1913 ?                                       | ? 490 Tonnen           | 2× 76 mm L/40                            | 1. Januar 1917                 | 1919 verkauft an G. Rossi, Neapel: Nicomedia, Aegusa, Egusa 1940 Regia Marina F36, April 1943 versenkt;                                                                               |
| G15 (ex Fumi Maru)        | 1912 Osaka Unyu Kaisha and Iron Works, Osaka | 35,0 Meter 380 Tonnen  | 2× 76 mm L/40                            | 1. Januar 1917                 | 1923 Kanonenboot Porto Corsini; 8. April 1941 in Massaua brit. Beute: General Platt, 1946 verkauft;                                                                                   |
| G16 (ex Fuku Maru)        | 1912 Osaka Unyu Kaisha and Iron Works, Osaka | 35,25 Meter 420 Tonnen | 2×, später 1× 76 mm L/40                 | 1. Februar 1917                | 1923 Kanonenboot Rimini, 9. September 1943 dt. Beute?, 1945? selbstversenkt; 1947 abgewrackt;                                                                                         |
| G17 (ex Dairy Maru)       | 1911 Osaka Unyu Kaisha and Iron Works, Osaka | 36,42 Meter 380 Tonnen | 2× 76 mm L/40                            | 1. Februar 1917                | 1921 ausgemustert: ital. Fischdampfer Baracca, Maria Quarto, Ventotto Ottobre, 1940 bulg. Ribar, 1946 Umbau zum bulg. Frachtschiff Dobrudja; Verbleib nach 1968 unklar;               |
| G18 (ex Taisei 2 Maru)    | 1913 ?                                       | ? 335 Tonnen           | 2× 76 mm L/40                            | 1. Februar 1917                | 1920 ausgemustert; |
| G19 (ex Tamashima Maru)   | 1913 Osaka Unyu Kaisha and Iron Works, Osaka | 42,15 Meter 450 Tonnen | 2× 76 mm L/40                            | 1. Februar 1917                | 1919 an ital. Fischereikommission verkauft: Sardegna; 1922 von Marine zurückgekauft: erst Kanonenboot, später Vermessungsschiff Tritone; 1934 ausgemustert und abgewrackt;            |
| G20 (ex Saikai Maru)      | 1909 ?                                       | ? 382 Tonnen           | 2× 76 mm L/40                            | 1. Februar 1917                | 3. März 1917 vor Alexandria gestrandet; |
| G21 (ex Fukuhaku 8 Maru)  | 1912 Kawasaki Dockyard, Kobe                 | 38,5 Meter 440 Tonnen  | 2× 76 mm L/40, 2× 6,5 mm Maschinengewehr | 1. Februar 1917                | 1923 Vermessungsschiff Cariddi, 6. April 1943 im Hafen Trapani bei Luftangriff versenkt, 1947 abgewrackt;                                                                             |
| G22 (ex Fukuhaku 10 Maru) | 1912 Kawasaki Dockyard, Kobe                 | ? 440 Tonnen           | 2× 76 mm L/40                            | 1. Februar 1917                | 1921 ausgemustert und an privat verkauft: Enrico Toti, Miro, Naiade, 1936 gesunken;                                                                                                   |
| G23 (ex Sekijo Maru)      | 1912 S. Ono, Osaka                           | 40,1 Meter 430 Tonnen  | 1× 76 mm L/40                            | 1. Februar 1917                | 1921 Kanonenboot Alula, 9. September 1943 dt. Beute: M1221, 1944 GA77; 31. Oktober 1944 im Hafen Saloniki selbstversenkt;                                                             |
| G24 (ex Fukuhaku 2 Maru)  | 1911 Kawasaki Dockyard, Kobe                 | 33,3 Meter 385 Tonnen  | 2× 76 mm L/40                            | 1. Februar 1917                | 1921 Kanonenboot Mario Bianco, 1928 Vermessungsschiff, anschl. Leuchtturmtender; 11. Juni 1941 in Bengasi bei Luftangriff versenkt;                                                   |
| G25 (ex Fukuhaku 3 Maru)  | 1911 Kawasaki Dockyard, Kobe                 | ? 460 Tonnen           | 2× 76 mm L/40                            | 1. Februar 1917                | 1919 zum Wassertanker Zuara umgebaut; 1921 verkauft an F. Visciola, Neapel: Richard; nach anderen Angaben 1921 verkauft an privat: Argentino, Gallura, 1966 abgewrackt;               |
| G26 (ex Hakata 6 Maru)    | 1911 Osaka Unyu Kaisha and Iron Works, Osaka | 36,2 Meter 402 Tonnen  | 2× 76 mm L/40                            | 1. Februar 1917                | 1921 ausgemustert und an privat verkauft Amiraglio Sechi, 1931 abgewrackt; |
| G27 (ex Fukuhaku 5 Maru)  | 1911 Kawasaki Dockyard, Kobe                 | ? 500 Tonnen           | 2× 76 mm L/40                            | 1. Februar 1917                | 1921 ausgemustert; |
| G28 (ex Hakata 5 Maru)    | 1911 Osaka Unyu Kaisha and Iron Works, Osaka | 35,87 Meter 400 Tonnen | 2× 76 mm L/40                            | 1. Februar 1917                | 1921 ausgemustert; |
| G29 (ex Hakata 2 Maru)    | 1911 Osaka Unyu Kaisha and Iron Works, Osaka | 35,94 Meter 420 Tonnen | 2× 76 mm L/40                            | 1. Februar 1917                | 1922 ausgemustert und an privat verkauft: Caterina Di Paola, Ardenza, Aguglia, 1965 Elvira, Capitan Miki, Emilia Ievoli, 1988 noch in Fahrt;                                          |
| G30 (ex Hakata 7 Maru)    | 1911 Osaka Unyu Kaisha and Iron Works, Osaka | ? 394 Tonnen           | 2× 76 mm L/40                            | 1. Februar 1917                | 1920 ausgemustert; |
| G31 (ex Hakata 8 Maru)    | 1911 Osaka Unyu Kaisha and Iron Works, Osaka | 36,04 Meter 400 Tonnen | 2× 76 mm L/40                            | 1. Februar 1917                | 1922 vorübergehend der ital. Staatsbahn überlassen; 1923 Netzleger Gallipoli oder n. a. A. Minenleger; 9. September 1943 dt. Beute: M1222, 1944 GA79;1944 in Saloniki selbstversenkt; |
| G32 (ex Hakata 3 Maru)    | 1911 Osaka Unyu Kaisha and Iron Works, Osaka | ? 425 Tonnen           | 2× 76 mm L/40                            | 1. Februar 1917                | 7. Februar 1918 von UB49 bei Elba versenkt; |
| G33 (ex Tomi 2 Maru)      | 1911 Mitsubishi Dockyard, Nagasaki           | 38,45 Meter 410 Tonnen | 2× 76 mm L/40                            | 15. März 1917                  | 1923 ausgemustert und an privat verkauft: Carmen, Carmencita, 1952 abgewrackt; |
| G34 (ex Tomiye Maru)      | 1911 Mitsubishi Dockyard, Nagasaki           | 32,8 Meter 370 Tonnen  | 2× 76 mm L/40                            | 15. März 1917                  | 1921 Vermessungsschiff Dante di Lutti; 6. Juli 1941 vor Bengasi von brit. U-Boot Triumph versenkt;                                                                                    |
| G35 (ex Tomi 1 Maru)      | 1911 Mitsubishi Dockyard, Nagasaki           | ? 425 Tonnen           | 2× 76 mm L/40                            | 15. März 1917                  | 1919 ausgemustert und an Privatperson verkauft: Richard, 1940 Regia Marina F48, September 1943 versenkt;                                                                              |
| G36 (ex Sumiye Maru)      | 1911 Smiths Dock Company, Middlesbrough      | 33,84 Meter 385 Tonnen | 2× 76 mm L/40                            | 15. März 1917                  | 1923 Netzleger Otranto, 9. September 1943 dt. Beute: M1223, 1944 GA78, 1944 im Hafen Saloniki selbstversenkt;                                                                         |
| G37 (ex Oshima Maru)      | 1911 Kawasaki Dockyard, Kobe                 | 37,15 Meter 390 Tonnen | 2× 76 mm L/30                            | 15. März 1917                  | 1923 Kanonenboot Augusta, 1932 ausgemustert; |
| G38 (ex Tamaye Maru)      | 1909 Smiths Dock Company, Middlesbrough      | ? 452 Tonnen           | 2× 76 mm L/40                            | 15. April 1917                 | 1920 ausgemustert; |
| G39 (ex Himeshima Maru)   | 1911 Mitsubishi Dockyard, Nagasaki           | ? 450 Tonnen           | 2× 76 mm L/40                            | 15. April 1917                 | 1920 ausgemustert; |
| G40 (ex Sakae Maru)       | 1912 Y. Shirato Zozemsho, Osaka              | 36,0 Meter 395 Tonnen  | 2× 76 mm L/40                            | 15. April 1917                 | 1921 ausgemustert und an privat verkauft; 1927 Bergungsschiff Raffio, Mai 1931 gekentert und gesunken;                                                                                |
| G41 (ex Yura Maru)        | 1911 Osaka Unyu Kaisha and Iron Works, Osaka | ? 388 Tonnen           | 2× 76 mm L/40                            | 15. April 1917                 | 1920 ausgemustert; |
| G42 (ex Koryo 2 Maru)     | 1911 Osaka Unyu Kaisha and Iron Works, Osaka | ? 380 Tonnen           | 2× 76 mm L/40                            | 15. April 1917                 | 1919 ausgemustert und verkauft an G. Rossi, Neapel: Artynea, 1924 ins Ausland verkauft;                                                                                               |
| G43 (ex Muko Maru)        | 1911 Osaka Unyu Kaisha and Iron Works, Osaka | ? 355 Tonnen           | 2× 76 mm L/40                            | 15. April 1917                 | 1919 ausgemustert und an privat verkauft: Cirene, 1923 frz. Ville De Dellys; |
| G44 (ex Meshima Maru)     | 1910 Mitsubishi Dockyard, Nagasaki           | 36,35 Meter 396 Tonnen | 2× 76 mm L/40                            | 15. April 1917                 | 1921 ausgemustert und an privat verkauft: Capitano Viola, Arcangela, Attilio, San Giorgio, 1940 Regia Marina G87, Mai versenkt;                                                       |
| G45 (ex Ono 11 Maru)      | 1912 S. Ono, Osaka                           | 36,56 Meter 431 Tonnen | 2× 76 mm L/40                            | 15. April 1917                 | 1919 Vermessungsschiff Luigi Garavoglia, 21. August 1921 bei Derna gestrandet; |
| G46 (ex Wada Maru)        | 1912 Mitsubishi Dockyard, Nagasaki           | ? 416 Tonnen           | 2× 76 mm L/40                            | 15. April 1917                 | In der Nacht 30. Juni/1. Juli 1917 vor Syrakus von U 39 versenkt; |
| G47 (ex Koryo 5 Maru)     | 1911 Goshi Kaisha, Osaka                     | 37,0 Meter 465 Tonnen  | 2× 76 mm L/40                            | 15. April 1917                 | 1919 zeitweise an ital. Staatsbahn verchartert, 1923 ausgemustert; |